# Кленовий сироп

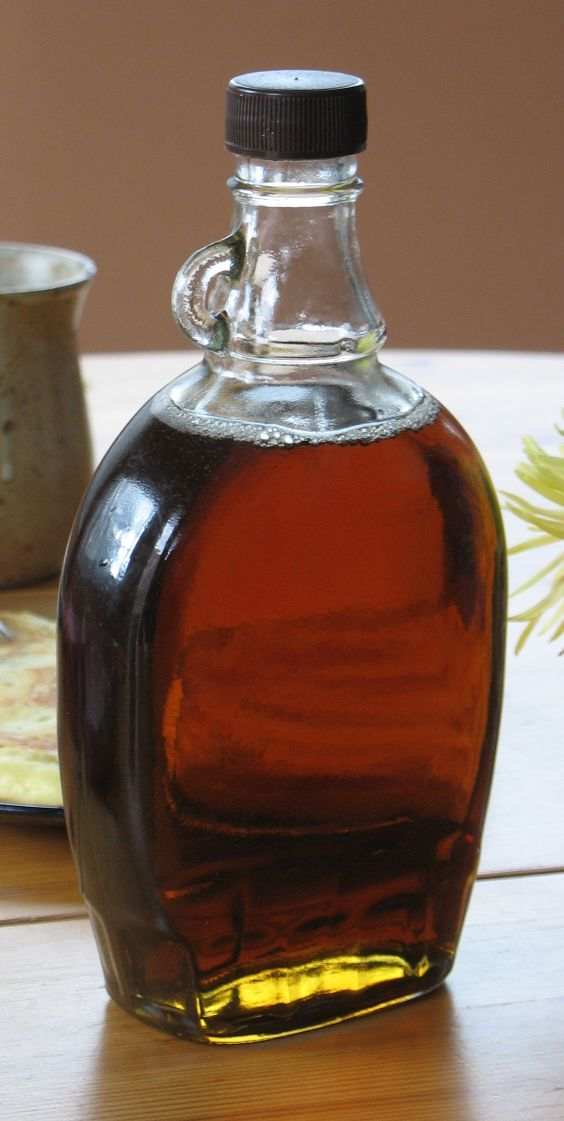
Пляшка кленового сиропу, виробленого в канадській провінції Квебек

Кленовий сироп (англ. maple syrup, фр. Sirop d'érable) — солодкий сироп з соку дерева цукрового клена, червоного клена або чорного клена. Часто вживають як добавку до млинців або вафель. Також може використовуватися в приготуванні багатьох інших страв, від морозива до кукурудзяного хліба. Крім того, кленовий сироп використовується як інгредієнт для приготування випічки або десертів. Справжній кленовий сироп має легкий присмак дерева.
Велика частина кленового сиропу виробляється в Канаді. Кленовий сироп і цукровий клен є символами Канади і низки штатів США, зокрема, Вермонта. Лист цукрового клена є національною емблемою Канади.

## Історія
Перша письмова згадка про кленовий сироп припадає на 1760 рік, де було сказано, що в Канаді ростуть клени, що дають велику кількість корисного освіжаючого соку, придатного для виготовлення цукру. Однак відомо, що і до відкриття Америки Колумбом індіанці використовували сік клена подібним чином. У XVIII столітті обсяг виробництва кленового цукру зменшився, оскільки у великих обсягах стала вирощуватися цукрова тростина, а тростинний цукор виробляти набагато дешевше і простіше. Однак, в невеликій кількості кленовий цукор продовжують виробляти і в наш час.

## Виробництво

### Технологія

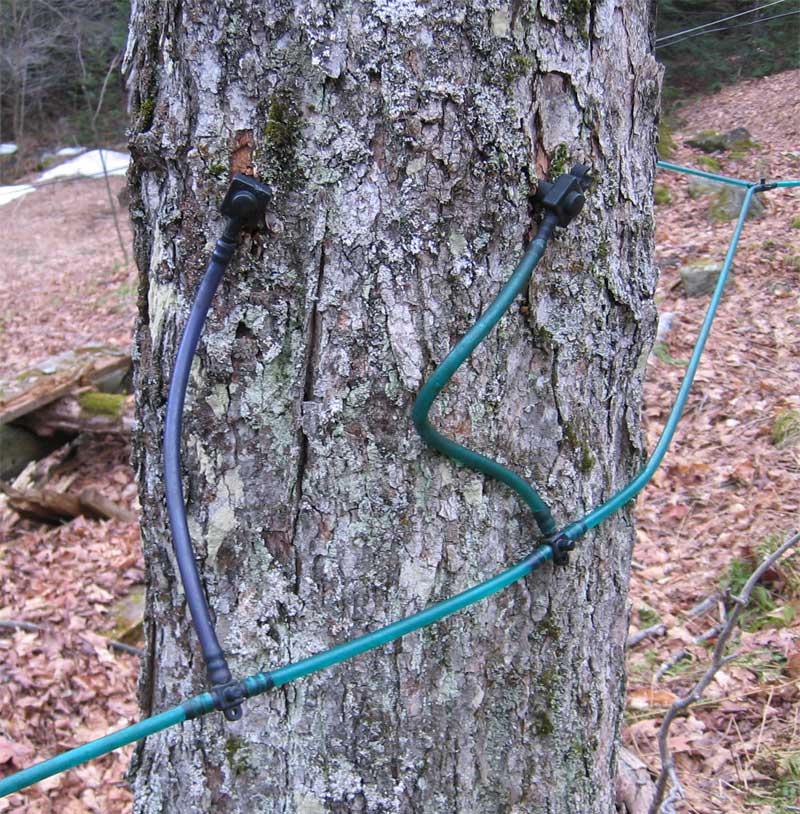
Збір соку за допомогою пластикових трубок

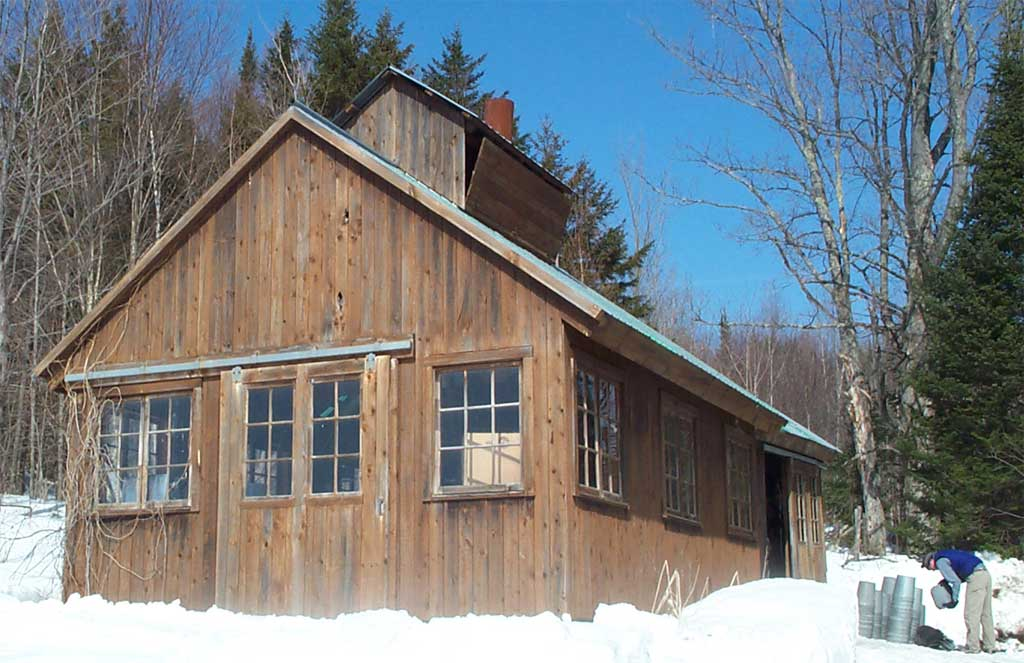
Приміщення, в якому сік випарюють для отримання сиропу

Збір кленового соку зазвичай роблять ранньою весною — з кінця лютого по кінець квітня. Це так званий плач рослин. Він цілком аналогічний подібному ж явищу у берези і властивий також іншим видам кленів, наприклад, явору і звичайному клену. Починають процес збору в сезон, коли набухають бруньки і вдень температура повітря вище нуля, а вночі нижче. Це дуже важливо, оскільки саме в цей час дерево віддає більше соку. Найкращим і сприятливим часом вважається березень. Кажуть, що сік в цей час особливо солодкий. Для збору соку в стовбурі дерева свердлять отвори діаметром 1,5 см і завглибшки 5 см, і вставляють в них трубки, по яких сік стікає в спеціальну посудину. Потім сік згущують випарюванням, перетворюючи його в кленовий сироп. Випарюють сік на великих, плоских поверхнях, які підігріваються. Цукор не додається. Оскільки сік складається на 96 % з води, на випаровування води і отримання сиропу необхідної концентрації потрібно багато годин. У середньому, з 40 л соку виходить 1 л сиропу або м'якого кленового цукру.

### Місця виробництва

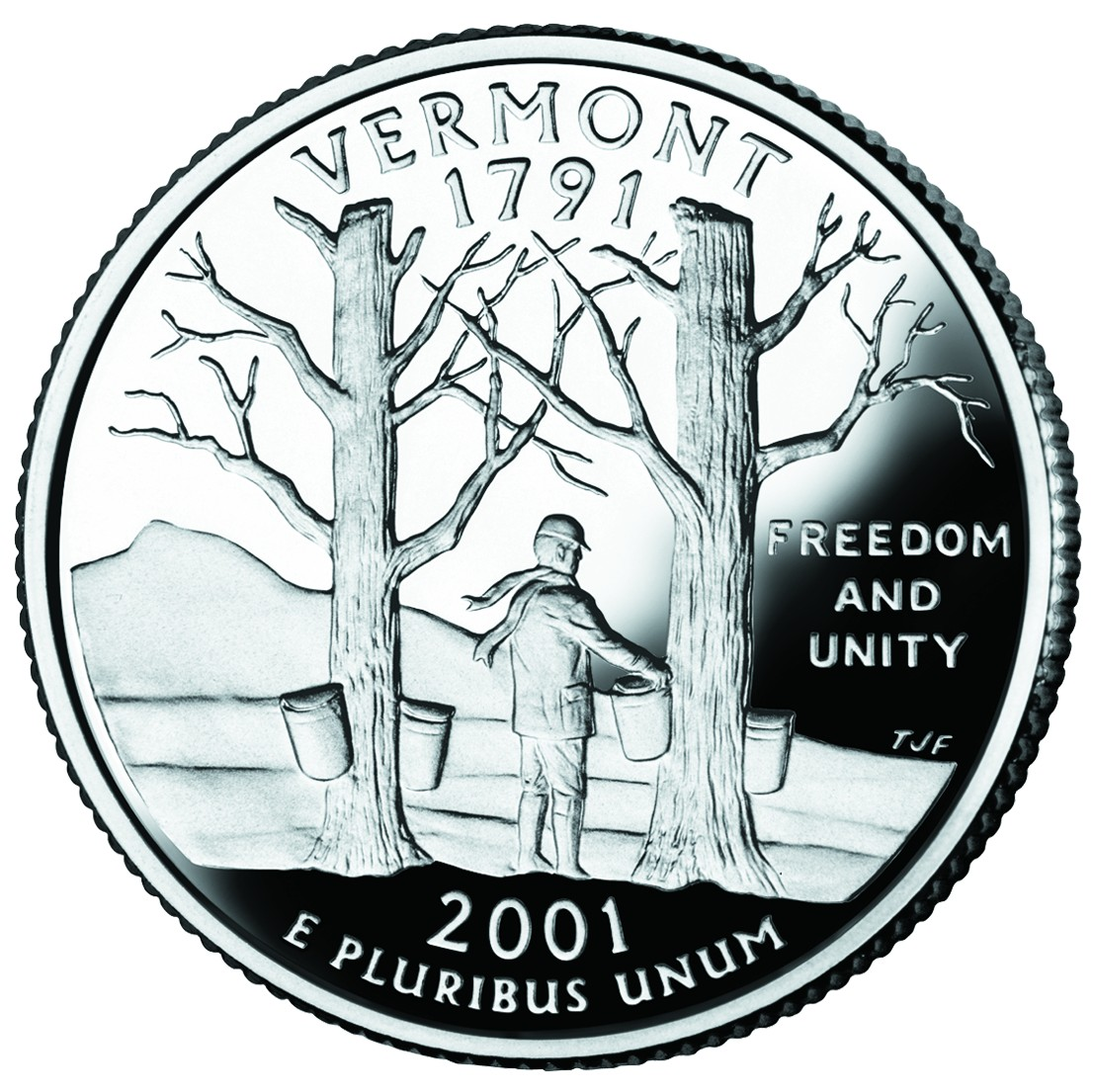
Чверть долара штату Вермонт, 2001

Кленовий сироп спочатку збирався і використовувався корінними народами Північної Америки. Пізніше практику перейняли європейські поселенці, які поступово вдосконалювали методи видобутку.
Близько 80 % всього кленового сиропу у світі виробляється в канадській провінції Квебек. Канадський експорт кленового сиропу оцінюється більш ніж в 145 млн канадських доларів на рік. У Канаді кленовий сироп також виготовляють в провінціях Онтаріо і Нью-Брансвік. У США на півночі штату Нью-Йорк, в провінціях штату Мен, Массачусетс, Вермонт і Пенсільванії. Вермонт є найбільшим виробником в США, виробляють близько 5,5 % від світового постачання.
Сироп умовно розділяється на канадський і американський (вермонтський) на основі його щільності і прозорості. Сахароза є основною складовою кленового сиропу. У Канаді за чистотою і справжністю канадського кленового сиропу стежить спеціальна державна комісія.